# Roger K. Furse
Roger K. Furse (Ightham, 11 de setembro de 1903 — 19 de agosto de 1972) é um figurinista britânico. Venceu o Oscar de melhor direção de arte e o Oscar de melhor figurino na edição de 1949 por Hamlet.